# Curcuma kwangsiensis
Curcuma kwangsiensis är en enhjärtbladig växtart som beskrevs av S.G.Lee och Chou Fen g Liang. Curcuma kwangsiensis ingår i släktet Curcuma och familjen Zingiberaceae. Inga underarter finns listade i Catalogue of Life.